# Фицджеральд, Джеральд, 8-й граф Килдэр
Джеральд Фицджеральд, 8-й граф Килдэр, по прозванию «Великий граф» (англ. Gerald FitzGerald, Great Earl; ок. 1456 года, Ирландия — 3 сентября 1513, Килдэр) — англо-ирландский аристократ, лорд-протектор Ирландии из рода Фицджеральдов, пэр Ирландии.

## Биография
Джеральд Фицджеральд был сыном Томаса Фицджеральда, и его супруги Джейн Фицджеральд, дочери Джеймса Фицджеральда, 6-го графа Десмонда. В 1478 году он наследовал своему отцу и стал графом Килдэр. В 1481 году был назначен королём Эдуардом IV лордом-протектором Ирландии. Позднее была сделана попытка заменить Килдэра на этом посту англичанином лордом Греем, однако это привело к роспуску парламента в Дублине, и король был вынужден вернуть звание лорда-протектора Фицджеральду, который сохранял его и при короле Ричарде III, и после свержения династии Йорков — при короле Генрихе VII.
Участвовал в тайной поддержке антианглийского движения местной аристократии, был выдан английским властям предателем. В 1494 году был лишён королём звания лорда-протектора, в 1496 году был осуждён на процессе перед парламентом Ирландии в Дроэде и отправлен в заключение в Тауэр. Вскоре после этого скончалась жена Джеральда Фицджеральда — Элеонора. Через два года Фицджеральд был помилован Генрихом VII, и ему был возвращён титул лорда-протектора. Перед возвращением на родину вступил в брак с Элизабет Сент-Джон, дочерью Оливера Сент-Джон — родственника короля Генриха VII. В Ирландии он был известен как суровый правитель. В 1500 году Фицджеральд подавил восстание в Корке, и при этом повесил его мэра. В 1504 году совершил поход против восставшего против англичан западного региона Коннахт, в 1505 году боролся против бунтующих кланов юга страны в Голуэе — где был ранен. В 1515 году боролся с кланом О’Нил, захватив их замок Белфаст и опустошив графство Антрим на севере Ирландии. В 1513 году, во время экспедиции против племенных вождей в центральной Ирландии, в городке Килкея во время водопоя своего коня был смертельно ранен. Оттуда отвезён в Килдэр, где и скончался.
Согласно свидетельствам современников, обладал сильным характером, способным завоевать симпатии. Был открытым и прямодушным, избегал дипломатии. В молодости вспыльчивый и непредсказуемый, позднее стал более уравновешенным.

## Семья
В первом браке был женат на леди Элисон, дочери Роуленда Фицэсташа, барона Портлестера. У Джеральда и Элисон родились пятеро детей:
- Джеральд Фицджеральд, 9-й граф Килдэр (1487—1534)
- Элеонора, в браке с Дональдом Маккарти, 9-м герцогом Карберийским
- Алиса, в браке с Коннором О’Нилом Ольстерским
- Маргарет (ум. 1542), с 1485 в браке с Пирсом Батлером, 8-м графом Ормонд
- Эллисон, в браке с Кристофером Флемингом, 8-м бароном Слейн.

После смерти Элисон Джеральд женился вторично — на Элизабет, дочери Оливера Сент-Джона, родственника короля. У Джеральда и Элизабет были дочь Изабелла (вышла замуж за Ричарда де Барри) и пятеро сыновей: Джеймс, Ричард, Оливер, Джон и Уолтер. Все пятеро были повешены 3 февраля 1537 года в Тайберне за участие в мятеже, возглавленном их племянником Томасом, 10-м графом Килдэр.

## Легенды
Личность «Великого графа» была овеяна в Ирландии легендами и преданиями. Так, согласно одному из них, Джеральд Фицджеральд обладал запретными знаниями чёрной магии. В частности, он мог менять свой облик. Жена много раз просила его показать ей своё искусство, но Джеральд не соглашался. Но однажды он уступил ей, и превратился в зале дворца в щегла. Внезапно в окно влетел ястреб-перепелятник, схватил щегла и улетел с ним прочь. Больше графа никто и никогда не видел.
По другой легенде «Великий граф» и его войско спят в одной из пещер близ городка Куррах в графстве Килдэр. Они дожидаются своего часа, когда их сила понадобится для освобождения Ирландии. Раз в семь лет граф просыпается, седлает коня и объезжает окрестности. Когда копыта его боевого коня сточатся до толщины кошачьего уха, настанет час — армия рыцарей Фицджеральда пробудится от долгого сна и выгонит англичан. «Великий граф» станет королём Ирландии и будет мудро ею править 40 лет.